# Lista odcinków serialu Hap i Leonard
Poniżej znajduje się lista odcinków serialu telewizyjnego Hap i Leonard – emitowanego przez amerykańską stację kablową Sundance Channel od 2 marca 2016 roku do 11 kwietnia 2018 roku. Powstały trzy serię, które łącznie składają się z 18 odcinków. W Polsce serial jest emitowany od 1 września 2016 roku przez stację AMC
| Sezon | Sezon | Odcinki | Oryginalna emisja SundanceTV | Oryginalna emisja SundanceTV | Oryginalna emisja AMC Polska | Oryginalna emisja AMC Polska | Oryginalna emisja AMC Polska |
| Sezon | Sezon | Odcinki | Premiera sezonu              | Finał sezonu                 | Premiera sezonu              | Finał sezonu                 |                              |
| ----- | ----- | ------- | ---------------------------- | ---------------------------- | ---------------------------- | ---------------------------- | ---------------------------- |
|       | 1     | 6       | 2 marca 2016                 | 6 kwietnia 2016              | 1 września 2016              | 6 października               |                              |
|       | 2     | 6       | 15 marca 2017                | 19 kwietnia 2017             | 30 marca 2017                | 27 kwietnia 2017             |                              |
|       | 3     | 6       | 7 marca 2018                 | 11 kwietnia 2018             |                              |                              |                              |

## Sezon 1 (2016)
Seria oparta na powieści "The Two-Bear Mambo"  Joe R. Lansdalesa.
| Nr | # | Tytuł         | Reżyseria  | Scenariusz               | Premiera SundanceTV | Premiera AMC Polska |
| -- | - | ------------- | ---------- | ------------------------ | ------------------- | ------------------- |
| 1  | 1 | Savage Season | Jim Mickle | Nick Damici, Jim Mickle  | 2 marca 2016        | 1 września 2016     |
| 2  | 2 | The Bottoms   | Jim Mickle | Nick Damici, Jim Mickle  | 9 marca 2016        | 8 września 2016     |
| 3  | 3 | The Dive      | Nick Gomez | E. L. Katz               | 16 marca 2016       | 15 września 2016    |
| 4  | 4 | Trudy         | Nick Gomez | Nick Damici & Jim Mickle | 23 marca 2016       | 22 września 2016    |
| 5  | 5 | War           | Jim Mickle | Nick Damici              | 30 marca 2016       | 29 września 2016    |
| 6  | 6 | Eskimos       | Jim Mickle | Jim Mickle               | 6 kwietnia 2016     | 6 października 2016 |

## Sezon 2 (2017)
Seria oparta na powieści „Mucho Mojo”  Joe R. Lansdale
| Nr | # | Tytuł         | Reżyseria       | Scenariusz                 | Premiera SundanceTV | Premiera AMC Polska |
| -- | - | ------------- | --------------- | -------------------------- | ------------------- | ------------------- |
| 7  | 1 | Mucho Mojo    | Maurice Marable | Nick Damici, Jim Mickle    | 15 marca 2017       | 30 marca 2017       |
| 8  | 2 | Tickling Mojo | Maurice Marable | Abe Sylvia                 | 22 marca 2017       | 30 marca 2017       |
| 9  | 3 | Holy Mojo     | Abe Sylvia      | John Wirth                 | 29 marca 2017       | 6 kwietnia 2017     |
| 10 | 4 | Bad Mojo      | Abe Sylvia      | Abe Sylvia, Ione Lloyd     | 5 kwietnia 2017     | 13 kwietnia 2017    |
| 11 | 5 | Pie a la Mojo | Tim Southam     | Joe R. Lansdale            | 12 kwietnia 2017    | 20 kwietnia 2017    |
| 12 | 6 | No Mo' Mojo   | Tim Southam     | Nick Damici and Jim Mickle | 19 kwietnia 2017    | 27 kwietnia 2017    |

## Sezon 3 (2018)
Seria oparta na powieści "The Two-Bear Mambo"
| Nr | # | Tytuł              | Reżyseria        | Scenariusz              | Premiera SundanceTV | Premiera AMC Polska |
| -- | - | ------------------ | ---------------- | ----------------------- | ------------------- | ------------------- |
| 13 | 1 | The Two-Bear Mambo | Jim Mickle       | Jim Mickle              | 7 marca 2018        | nieemitowany        |
| 14 | 2 | Ho-Ho Mambo        | Jim Mickle       | Nick Damici             | 14 marca 2018       | nieemitowany        |
| 15 | 3 | T-Bone Mambo       | Abe Sylvia       | John Wirth              | 21 marca 2018       | nieemitowany        |
| 16 | 4 | Senorita Mambo     | Abe Sylvia       | John Wirth, Ione Lloyd  | 28 marca 2018       | nieemitowany        |
| 17 | 5 | Mambo No. 5        | Michael Katleman | Pam Veasey              | 4 kwietnia 2018     | nieemitowany        |
| 18 | 6 | Monsoon Mamb       | Michael Katleman | Nick Damici, Jim Mickle | 11 kwietnia 2018    | nieemitowany        |